# Дранка
Дранка́ — село в Україні, у Тульчинській міській громаді Тульчинського району Вінницької області. Населення становить 484 особи (2023 рік).

## Історія
7 (20) листопада 1917 року, відповідно до Третього Універсалу Української Центральної Ради, увійшло до складу Української Народної Республіки.
12 червня 2020 року, відповідно до Розпорядження Кабінету Міністрів України від  № 707-р «Про визначення адміністративних центрів та затвердження територій територіальних громад Вінницької області», увійшло до складу Тульчинської міської громади.
19 липня 2020 року, в результаті адміністративно-територіальної реформи та ліквідації Тульчинського району, село увійшло до складу новоутвореного Тульчинського району.

## Населення
Згідно з переписом УРСР 1989 року чисельність наявного населення села становила 875 осіб, з яких 344 чоловіки та 531 жінка.
За переписом населення України 2001 року в селі мешкали 752 особи.

### Мова
Розподіл населення за рідною мовою за даними перепису 2001 року:
| Мова       | Відсоток |
| ---------- | -------- |
| українська | 99,87 %  |
| російська  | 0,13 %   |

## Пам'ятки
- Дранка — ботанічний заказник місцевого значення.